# Nassarius optimus
Nassarius optimus là một loài ốc biển, là động vật thân mềm chân bụng sống ở biển thuộc họ Nassariidae.

## Miêu tả
Kích thước vỏ ốc khoảng 20 mm và 30 mm

## Phân bố
Loài này phân bố ở Ấn Độ Dương dọc theo Madagascar và ở Thái Bình Dương dọc theo miền bắc Úc, Philippines và Nouvelle-Calédonie